# Jens Pauli Heinesen
Jens Pauli Heinesen (12. november 1932 i Sandavágur - 19. juli 2011 i Tórshavn) var en færøsk forfatter, en af de mest produktive og anerkendte. Han fik fire gange tildelt Mentanarvirðisløn M. A. Jacobsens (kulturpris fra Tórshavns byråd) og en gang Færøernes Kulturpris fra Færøernes landsstyre. To gange, i 1987 og 1995 var han nomineret til Nordisk Råds litteraturpris.
Jens Pauli var søn af Petur Heinesen á Lofti, en landmand fra Sandavágur, og Anna Maria Malena Heinesen (født Johannesen) fra Hestur. Den 11. august 1956 blev han gift med Maud Brimheim (død 7. september 2005) fra Klaksvík, som også var forfatter. Sammen fik de datteren Elin Brimheim Heinesen (1958) – nu sangerinde og redaktør – derudover har de også en koreansk adoptivdatter, Marianna.
Han voksede op i Sandavágur og tog studentereksamen i 1954 i Tórshavn. I 1956 tog han læreeksamen i Danmark, hvor han underviste indtil han vendte tilbage til Færøerne i 1957. Fra 1957 og frem til 1970 arbejdede han som lærer på Færøerne, indtil han da stoppede for at koncentrere sig om at skrive. Han havde allerede i 1968-1969 taget orlov sammen med sin familie i det sydlige Spanien, hvor han skrev romanen: Frænir eitur ormurin. Han var formand for Rithøvundafelag Føroya (Færøernes Forfatterforening) fra 1970 til 1973.
Jens Pauli har været den mest produktive færøske forfatter, han har skrevet flere romaner, noveller, skuespil, børnebøger, digte og så har han også oversat udenlandske tekster til færøsk. Han var formand for Færøernes Forfatterforening (Rithøvundafelag Føroya) fra 1968-75. Han har modtaget Færøernes litteraturpris (M.A. Jacobsens heiðursløn) fire gange; 1959 (vakra kvirran), 1969 (Aldurnar spæla á sandi), 1973 (Frænir eitur ormurin) og 1993 (Bláfelli). Og i 1999 modtog han Færøernes Landsstyres Kulturpris (Mentanarvirðisløn Landsins).

### Romaner
- Yrkjarin úr Selvík og vinir hansara, Tórshavn : Eget forlag, 1958. – 211 s. Anden udgave udkom i 1981 ved Føroya Lærarafelag.
- Tú upphavsins heimur I, Tórshavn : Eget forlag, 1962. – 143 s.
- Tú upphavsins heimur II, Tórsh. : Eget forlag, 1964. – s. 149-271
- Tú upphavsins heimur III, Tórsh. : Eget forlag, 1966. – s. 277-409
  - Tú upphavsins heimur – 2. udg., (ændret en hel del), Kollafirði : Árting, 1990. – 320 s.
- Frænir eitur ormurin – Tórsh.: Eget forlag, 1973. – 466 s.
- Rekamaðurin, Tórsh. – Gestur, 1977. – 117 s.
- Tey telgja sær gudar – Tórsh. : Gestur, 1979. – 133 s.
- Nú ert tú mansbarn á foldum – Tórsh. : Gestur, 1980. – 162 s., (Á ferð inn í eina óendaliga søgu ; 1)
- Lýsir nú fyri tær heimurin – Tórsh. : Gestur, 1981. – 128 s., (Á ferð inn í eina óendaliga søgu ; 2)
- Leikur tín er sum hin ljósi dagur : skaldsøga, Tórsh. : Gestur, 1982. – 169 s., (Á ferð inn í eina óendaliga søgu ; 3)
- Markleys breiðist nú fyri tær fold : skaldsøga, Tórsh. : Gestur, 1983. – 192 s., (Á ferð inn í eina óendaliga søgu ; 4)
- Eitt dýpi av dýrari tíð, Tórsh. : Gestur, 1984. – 131 s. (Á ferð inn í eina óendaliga søgu ; 5)
- Í andgletti – Tórsh. : Gestur, 1988. – 167 s., (Á ferð inn í eina óendaliga søgu ; 6)
- Bláfelli – Tórshavn : Gestur, 1992. – 246 s. (Á ferð inn í eina óendaliga søgu ; 7)
- Ein ódeyðilig sál – og aðrar, Keypmh. : Mentunargrunnur Studentafelagsins, 1999. – 297 s.
- Koparskrínið, København : Mentunargrunnur Studentafelagsins, 2000. – 120 s.
- Hvør var Nimrod, Tórshavn: Mentunnargrunnur Studentafelagsins, 2004.- 178 s

### Noveller
- Degningsælið – Tórshavn : Blaðstarv, 1953. – 99 sider, anden udgave kom udkom i 1978 hos forlaget Gestur, 180 sider.
- Hin vakra kvirran – Tórsh. : [s. n.], 1958 [i.e. 1959]. – 164 s.
- Gestur – Tórsh. : Eget forlag, 1967. – 103 s.
- Aldurnar spæla á sandi – Tórsh. : Eget forlag, 1969. – 152 s.
  - Bølgerne leger på stranden, dansk oversættelse, som udkom i 1980. [3]
- Í aldingarðinum – Tórsh. : Eget forlag, 1971. – 112 s.
- Gamansleikur : søgur úr Krabburð – Tórsh. : Eget forlag, 1974. – 151 s.
- Dropar í lívsins havi : søgusavn – Tórsh. : Gestur, 1978. – 166 s.
- Tann gátuføri kærleikin – Tvøroyri : Hestur, 1986. – 158 s.
- Gamansleikur 2 : søgur úr Krabburð – Tórsh. : Gestur, 1995. – 142 s.
- Rósa Maria : søgusavn – Kbh. : Mentunargrunnur Studentafelagsins, 1995. – 175 s.

### Skuespil
- Uppi í eini eikilund – Tórsh., 1970. – 49 s.
- Hvønn stakkin skal eg fara í, pápi : skuespil om Annika í Dímun i tre dele. Tórsh., 1975. – [2], 74 bl.
- Fýra sjónleikir (Fire skuespil) – Tórsh. : Gestur, 1985. – 227 s. Indeholder skuespillene:
  - Hvønn stakkin skal eg fara í, pápi – 1975
  - Vælkomnir, føringar, her í vási – 1978
  - Skuggarnir – 1979
  - Uppi í eini eikilund – 1969
- Sníkurin : læran um sálina : sjónleikur (skuespil) – Tórsh., 1989. – 38 s.

### Skuespil, som Jens Pauli Heinesen har oversat til færøsk
- Eitt dukkuheim : sjónleikur í trimum pørtum / Henrik Ibsen ; Jens Pauli Heinesen oversatte til færøsk – Tórsh. : Jens Pauli Heinesen, 1984. – [2], 83 sider. Oprindelig titel: Et dukkehjem

### Børnebøger
- Brúsajøkul – Tórshavn : Føroya Lærarafelag, 1987. – 72 s.

## Priser

### M. A. Jacobsens heiðursløn
Jens Pauli Heinesen har flere gange fået tildelt Mentanarvirðisløn M. A. Jacobsens for skønlitteratur. Prisen uddeles af Tórshavns byråd.
- 1959: ?
- 1969 for bogen: Aldurnar spæla á sandi
- 1973 for bogen: Frænir eitur ormurin
- 1993 for bogen: Bláfelli og raðið: Á ferð inn í eina óendaliga søgu.[4]

### Færøernes Kulturpris - Mentanarvirðisløn Landsins
Færøernes Kulturpris blev første gang tildelt i 1998, Jens Pauli Heinesen modtog prisen anden gang den blev uddelt, i 1999. I dag (2012) består prisen af 150.000 kr.
- 1999 - Mentanarvirðisløn Landsins